# Амбариш Гош
Амбариш Гош е индийски учен, специализиращ в областта на меката материя, квантовите флуиди, плазмониката и биоинженерството.

## Биография
Роден е на 18 декември 1973 г. През 1997 г. завършва магистърска степен по физика в Индийския технологичен институт в Харагпур, а през 2004 г. – докторантура в Университета „Браун“. През годините е постдокторант в Харвардския университет и асистент и по-късно професор в Индийския научен институт в Бенгалуру.
Носител е на наградата „Шанти Сваруп Бхатнагар“, която се връчва за изключителни приноси в науката и технологиите. Той и екипът му са автори на редица изобретения в областта на нанотехнологиите, включително метод за манипулация на наночастици.
Амбариш Гош е професор в Центъра за нанонаука и инженерство.